# Tyrannosaurus Hives
Tyrannosaurus Hives é o terceiro álbum de estúdio da banda The Hives, foi lançado em 20 de Julho de 2004.

## Faixas
Todas as faixas por Randy Fitzsimmons.
1. "Abra Cadaver" – 1:33
2. "Two-Timing Touch and Broken Bones" – 2:00
3. "Walk Idiot Walk" – 3:31
4. "No Pun Intended" – 2:20
5. "A Little More for Little You" – 2:58
6. "B Is for Brutus" – 2:36
7. "See Through Head" – 2:21
8. "Diabolic Scheme" – 3:00
9. "Missing Link" – 1:56
10. "Love in Plaster" – 3:11
11. "Dead Quote Olympics" – 1:59
12. "Antidote" – 2:30
13. "Uptight" (faixa bônus RU) – 2:25
14. "The Hives Meet the Norm" (faixa bônus RU) – 2:06